# 飛常性奮！
《飛常性奮！》（英語：I'm So Excited!）是由西班牙導演阿莫多瓦執導的2013年電影，並入選為第19屆洛杉磯影展開幕片。自上映至今已站上西班牙年度票房的首位。

## 劇情
飛機突然故障，機上空服團隊為了安撫面臨死亡威脅的旅客，無不使出渾身解數。阿莫多瓦採用喜劇題材，加諸多元情慾描寫，搭配片中繽紛的歌舞場面，帶領眾人「性奮」地度過這場突如其來的空中危機。

## 演員
- 賽西莉亞·羅斯 飾演 Norma Boss
- 哈維耶·卡馬拉 飾演 Joserra
- 布蘭卡·蘇亞雷斯 飾演 Ruth

## 外部連結
- 互联网电影数据库（IMDb）上《飛常性奮！》的资料（英文）
- 豆瓣电影上《飛常性奮！》的資料 （简体中文）